# Rechtsangleichung in der Europäischen Union

Flagge der Europäischen Union

Die Rechtsangleichung von unterschiedlichen Rechts- und Verwaltungsvorschriften in den Mitgliedstaaten der Europäischen Union ist eine der im AEU-Vertrag ausdrücklich geregelten Zuständigkeiten der Europäischen Union (Titel VII, Kapitel 3, Artikel 114 bis 118 AEUV), um das Funktionieren des Europäischen Binnenmarktes zu gewährleisten (Art 114 AEUV). Vorschriften zur Rechtsangleichung ergeben sich aber auch aus anderen Normen im AEUV, z. B.: über die Landwirtschaft, Freizügigkeit von Arbeitnehmern, Niederlassungsrecht, Gesellschaftsrecht, den Dienstleistungsverkehr und Kapitalverkehr, den freien Personenverkehr und viele andere mehr. Ein weitgehend synonym zu Rechtsangleichung verwendeter Terminus ist Harmonisierung.

## Geschichtliche Entwicklung
Die Zuständigkeit und die Weite des Regelungsbereiches wurde grundsätzlich in Artikel 2 iVm Artikel 3 Abs. 1 Bst. h) iVm Artikel 5 Abs. 2 EGV geregelt: „Angleichung der innerstaatlichen Rechtsvorschriften, soweit dies für das ordnungsgemäße Funktionieren des Gemeinsamen Marktes erforderlich ist“. Jedoch haben diese Bestimmungen durch geänderte gesellschaftliche und rechtspolitische Rahmenbedingungen und das immer stärkere Zusammenrücken der Unionsmitgliedstaaten im Laufe der Jahre eine andere und vertiefte Bedeutung erhalten.
Titel VII, Kapitel 3 AEUV über die Angleichung von Rechtsvorschriften war bereits im Gründungsvertrag zur Gründung der Europäischen Wirtschaftsgemeinschaft 1958 im Dritten Teil, Titel I, Kapitel 3, Artikel 100 bis 102 EGV, enthalten. und wurde seither substanziell nur wenig verändert. Die Artikelnummerierung (als Artikel 100 bis 102 EGV) blieb von 1958 bis 1996 gleich. Erst durch den Vertrag von Amsterdam (1996) wurde aus den bisherigen Artikeln 100 bis 102 EGV die Artikel 94 bis 97 EGV, die wiederum durch den Vertrag von Lissabon (2007) zu Artikel 114 bis 118 AEUV umnummeriert und umgestellt wurden.

### Artikel 114 AEUV
Im Rahmen der Einheitlichen Europäischen Akte und der Schaffung der EU (1993, zuvor EG) wurde dem Artikel 100 EGV die Artikel 100a bis 100d EGV nachgestellt. Artikel 100a und 100b EGV bezogen sich dabei auf Regelungen zur Unionsbürgerschaft (Artikel 7a EGV idF 1993) und Artikel 100c und 100d EGV auf Regelungen bezüglich dritter Länder, deren Staatsangehörige beim Überschreiten der Außengrenzen der Unionsmitgliedstaaten im Besitz eines Visums sein mussten.
Artikel 100b EGV ist mit dem Vertrag von Amsterdam (1996) entfallen und Artikel 100c bis 100d EGV in die neue Bestimmung nach Titel IV EGV (Visa, Asyl, Einwanderung) übernommen worden (nunmehr Titel V AEUV – Raum der Freiheit, der Sicherheit und des Rechts). Artikel 100a EGV wurde durch den Vertrag von Amsterdam zu Artikel 95 EGV und wesentlich verändert. Durch den Vertrag von Lissabon wurde Artikel 95 EGV zu Artikel 114 AEUV und das Europäische Parlament neben dem Rat in einigen Bereichen gleichberechtigt zum Gesetzgeber (nicht jedoch z. B. bei der Harmonisierung von steuerrechtlichen Bestimmungen – siehe Art 114 Abs. 2 AEUV).

### Artikel 115 AEUV
Der bisherige Artikel 100 EGV (1958 bis 1996) bzw. 94 EGV (1996 bis 2007) wurde zu Artikel 115 AEUV (Richtlinien), wobei sich der Inhalt des Artikels nicht maßgeblich geändert hat. Bei Erlass von Richtlinien zur Angleichung von Rechts- und Verwaltungsvorschriften durch den Rat im Hinblick auf die Errichtung oder das Funktionieren des Binnenmarktes ist weiterhin Einstimmigkeit im Rat erforderlich und wird das Europäische Parlament und der Wirtschafts- und Sozialausschuss nur angehört.

### Artikel 116 AEUV
Der bisherige Artikel 101 EGV (1958 bis 1996) bzw. Artikel 96 EGV (idF 1996 bis 2007) wurde mit dem Vertrag von Lissabon zu Artikel 116 AEUV (Verfälschung von Wettbewerbsbedingungen). Die wesentlichste Änderung in diesem Artikel ist dabei durch die zwingende Beteiligung des Europäischen Parlaments mit dem Vertrag von Lissabon eingetreten. Ansonsten ist der Wortlaut fast gleich geblieben.

### Artikel 117 AEUV
Artikel 102 EGV (1958 bis 1996) bzw. Artikel 97 (1996 bis 2007) wurde mit dem Vertrag von Lissabon zu Artikel 117 AEUV (Gefahr von Wettbewerbsverzerrungen), ohne dass dabei inhaltlich wesentliche Veränderungen getätigt wurden.

### Artikel 118 AEUV
Artikel 118 AEUV (Schutz geistigen Eigentums) wurde fast wörtlich aus Artikel III-176 des Verfassungsvertrages (2003) durch den Vertrag von Lissabon übernommen und hatte zuvor in den Gemeinschaftsverträgen keine Entsprechung.

### Weitere Bestimmungen zur Rechtsangleichung
Ebenso zentral und für die Entwicklung der Union wichtig sind die speziellen Normen zur Rechtsangleichung im AEUV z. B. in Bezug auf die Landwirtschaft, Freizügigkeit von Arbeitnehmern, Niederlassungsrecht, Gesellschaftsrecht, den Dienstleistungsverkehr und Kapitalverkehr, den freien Personenverkehr und viele andere mehr, die weitgehend seit der Gründung der Gemeinschaft (nunmehr Union) 1958 bestehen.

## Ziele
Ziel der Rechtsangleichung ist „weder Schaffung neuen, einheitlichen Gemeinschaftsrechts noch Rechtsvereinheitlichung im herkömmlichen Sinne. Von beiden unterscheidet sich die Rechtsangleichung dadurch, dass sie die Identität der von ihr erfassten Rechte unberührt lässt. Sie führt zur Veränderung dieser Rechte, nicht aber zu ihrer Verdrängung.“ Durch die unionsweite Rechtsangleichung von nationalen Vorschriften wird somit das nationale Recht der Unionsmitgliedstaaten nicht zu Unionsrecht, sondern es werden dem nationalen Gesetzgeber Vorgaben gemacht, wie er das nationale Recht jeweils anzupassen hat, damit z. B. eine Störung des Binnenmarktes hintangehalten oder beseitigt werden.

“Die Rechtsangleichung war und ist somit ein Kernstück der Gemeinschaftstätigkeit. Durch sie wird die Gemeinschaft Stück für Stück aufgebaut und ausgebildet. Es ist falsch, die Angleichung der nationalen Rechtsvorschriften als eine Tätigkeit der Gemeinschaft zu sehen, durch die die Errichtung des Gemeinsamen Marktes lediglich erweitert wird. Eine solche Auffassung übersieht die weitreichende wirtschafts- und gesellschaftspolitische Funktion der Rechtsangleichung und die Notwendigkeit, eben durch Rechtsangleichung, also Schaffung gemeinsamer Rechtsstrukturen, die Gemeinschaft wirtschaftlich und institutionell zu festigen.”

## Souveränitätsbeschränkung durch Rechtsangleichung
Wird auf Unionsebene eine Rechtsangleichung beschlossen, bedeutet dies unter Umständen eine Einschränkung der Souveränität der Unionsmitgliedstaaten. Diese können zukünftig nicht mehr neue eigenständige Regeln, welche der beschlossenen Rechtsangleichung widersprechen, in Kraft setzen, ohne dass dies unter Umständen eine Vertragsverletzung darstellt (Artikel 288 Abs. 3 AEUV, früher 249 Abs. 3 EGV).
Artikel 114 AEUV sieht jedoch zwei wichtige Möglichkeiten für Mitgliedstaaten vor, ein höheres Schutzniveau als jenes der Harmonisierungsmaßnahme beizubehalten bzw. neu einzuführen.
Einerseits steht es Mitgliedstaaten gemäß Abs. 4 frei (nach Zustimmung der Kommission), einzelstaatliche Bestimmungen beizubehalten, die erforderlich sind, um ein gewisses, bereits vorhandenes Schutzniveau in Hinblick auf bestimmte, legitime Ziele (wie z. B. den Umweltschutz) zu gewährleisten.
Andererseits ermöglicht Abs. 5 Mitgliedstaaten (wiederum bedingt durch die Zustimmung der Kommission), nach der Erlassung von Harmonisierungsmaßnahmen, neue einzelstaatliche Bestimmungen zu erlassen, die auf wissenschaftliche Erkenntnisse gestützt sind und aufgrund eines spezifischen Problems des Mitgliedstaates ein höheres Schutzniveau in Hinblick auf den Schutz der Umwelt oder Arbeitsumwelt gewährleisten.

## Akteure und Verfahren
Für den Erlass verbindlichen Sekundärrechts (insbesondere Richtlinien) im Bereich der Rechtsangleichung erstellt die Kommission Vorschläge. Über diese entscheidet grundsätzlich der Rat gemeinsam mit dem Europäischen Parlament (ordentliches Gesetzgebungsverfahren, Artikel 114 Abs. 1 AEUV), nur in Ausnahmefällen ist der Rat alleine zuständig (besonderes Gesetzgebungsverfahren, Artikel 115 AEUV).
In beiden Verfahren ist vor der Erlassung von Harmonisierungsmaßnahmen der Wirtschafts- und Sozialausschuss zu hören; im besonderen Gesetzgebungsverfahren ist auch das Europäische Parlament zu hören.

## Stand-still-Klausel
Aufgrund der Formulierung der Bestimmungen zur Rechtsangleichung im AEUV alleine besteht keine Verpflichtung der Unionsmitgliedstaaten sich in der nationalen Rechtssetzung zurückzuhalten oder zu enthalten, solange keine unionsweite Rechtsangleichung in einem speziellen Rechtsgebiet erfolgt ist (Ausnahmen möglich). Wurden jedoch Regelungen beschlossen oder sind diese kurz vor Abschluss, so erfordert es bereits die Vertragstreue, dass Unionsmitgliedstaaten keine widersprechende Regelungen erlassen.

## Ausnahmen von der Rechtsangleichung
Von der Rechtsangleichung ausdrücklich ausgenommen sind z. B. alle Bestimmungen im AEUV in Hinblick auf die Kultur (Artikel 167 Abs. 5 AEUV) und teilweise nach Artikel 168 AEUV (Gesundheitswesen, ab 1993).
Der Rechtsangleichung im Rahmen der Europäischen Union kann eine Anwendung des Ordre public nicht entgegengehalten werden.

## Rechtsangleichung außerhalb der Europäischen Union
Bedingt durch den großen Binnenmarkt der Europäischen Union wirken sich die EU-Regelungen auch auf Drittstaaten aus. Diese müssen ihre gesetzlichen Normen vielfach entsprechend anpassen, wenn Drittlandunternehmen in der Europäischen Union Produkte verkaufen wollen oder wenn Drittstaaten Produkte aus der Europäischen Union beziehen etc. Dies betrifft nicht nur Staaten, die der Europäischen Union beitreten wollen (siehe Beitrittskandidaten der Europäischen Union) oder die der Europäischen Union bereits über Verträge eng verbunden sind (siehe: Europäischer Wirtschaftsraum, Türkei, Israel etc.), sondern auch andere Staaten, wie z. B. die Schweiz, in denen durch „autonomen Nachvollzug“ Regelungen der EU freiwillig übernommen werden (siehe auch: Rezeption von Rechtsnormen).